# Rade Zorić
Rade Zorić, bosansko-hercegovski general, * 17. oktober 1914, Vrtoče, † 8. februar 1996, Beograd.

## Življenjepis
Leta 1934 je postal član KPJ. Med vojno je bil politični komisar in poveljnik več enot; nazadnje je bil poveljnik 45. divizije.
Po vojni je bil poveljnik divizije.